# Brasil Open 2013
Brasil Open 2013 byl tenisový turnaj pořádaný jako součást mužského okruhu ATP World Tour, který se hrál na krytých dvorcích s antukovým povrchem. Konal se mezi 11. až 17. únorem 2013 v brazilském městě São Paulo jako 13. ročník turnaje.
Turnaj s rozpočtem 519 775 dolarů patřil do kategorie ATP World Tour 250. Nejvýše nasazeným hráčem ve dvouhře byl pátý hráč světa Rafael Nadal ze Španělska, který soutěž vyhrál.

## Mužská dvouhra

### Nasazení
| Stát      | Hráč            | ATP1) | Nasazení |
| --------- | --------------- | ----- | -------- |
| Španělsko | Rafael Nadal    | 5.    | 1.       |
| Španělsko | Nicolás Almagro | 11.   | 2.       |
| Argentina | Juan Mónaco     | 15.   | 3.       |
| Francie   | Jérémy Chardy   | 26.   | 4.       |
| Brazílie  | Thomaz Bellucci | 35.   | 5.       |
| Itálie    | Fabio Fognini   | 42.   | 6.       |
| Španělsko | Pablo Andújar   | 45.   | 7.       |
| Španělsko | Albert Ramos    | 50.   | 8.       |

- 1) Žebříček ATP ke 4. únoru 2013.[2]

### Jiné formy účasti
Následující hráči obdrželi divokou kartu do hlavní soutěže:
- Ricardo Mello
- Rafael Nadal[3]
- Tommy Robredo

Následující hráči postoupili z kvalifikace:
- Jorge Aguilar
- Paul Capdeville
- Guilherme Clezar
- João Souza
  -  Martin Alund – jako šťastný poražený

### Odhlášení
- Aljaž Bedene
- Leonardo Mayer
- Stanislas Wawrinka

### Skrečování
- Rubén Ramírez Hidalgo
- Horacio Zeballos

## Mužská čtyřhra

### Nasazení
| Stát     | Hráč              | Stát      | Hráč            | ATP1) | Nasazení |
| -------- | ----------------- | --------- | --------------- | ----- | -------- |
| Itálie   | Daniele Bracciali | Brazílie  | Marcelo Melo    | 40.   | 1.       |
| Rakousko | Alexander Peya    | Brazílie  | Bruno Soares    | 42.   | 2.       |
| Česko    | František Čermák  | Slovensko | Michal Mertiňák | 79.   | 3.       |
| Česko    | Lukáš Dlouhý      | Brazílie  | André Sá        | 118.  | 4.       |

- 1) Žebříček ATP ke 4. únoru 2013; číslo je součtem umístění obou členů páru.

### Jiné formy účasti
Následující páry obdržely divokou kartu do hlavní soutěže:
- Guilherme Clezar /  Gastão Elias
- Marcelo Demoliner /  Pedro Zerbini

### Skrečování
- Fabio Fognini
- Rafael Nadal

## Přehled finále

### Mužská dvouhra
- Rafael Nadal vs.  David Nalbandian, 6–2, 6–3

### Mužská čtyřhra
- Alexander Peya /  Bruno Soares vs.  František Čermák /  Michal Mertiňák, 6–7(5–7), 6–2, [10–7]